# 清水镇 (酒泉市)
清水镇，是中华人民共和国甘肃省酒泉市肃州区下辖的一个乡镇级行政单位。

## 行政区划
清水镇下辖以下地区：
盐池村、中寨村、清水村、半坡村、榆林坝村、沙山村、马营村、屯升村、西一村、西二村、西三村和上寨村。